# Rhinocypha heterostigma
Rhinocypha heterostigma – gatunek ważki z rodziny Chlorocyphidae. Występuje na indonezyjskiej wyspie Jawa.